# 荒井欣一
荒井 欣一（あらい きんいち、1923年7月6日 - 2002年4月18日）は、日本のUFO研究者。

## 人物・来歴
東京都生まれ。青山学院高等商学部卒業。
復員後、大蔵省勤務、書店経営を経て、不動産業の傍らUFOを研究していた。1955年に日本初の全国的UFO団体・日本空飛ぶ円盤研究会を結成する。2年後、各団体を結集して「日本空飛ぶ円盤研究連合」に発展させた。
ピー・プロダクションの庶務課長をつとめていたこともある。
1979年9月に日本のUFO研究活動の拠点として東京・品川にUFOライブラリーを開設した。
1995年4月に自宅兼貸ビルにUFO展示室をオープンした。著書に「UFO年鑑」「UFO遭遇事典」などがある。 
荒井氏による資料の一部（約3000点）は、福島県福島市飯野町青木に存在している「福島市飯野UFOふれあい館」に寄贈されている。 
展示物の一例として、荒井氏が独自ルートでCIAに開示請求した「秘密文書」などもある。 

## 著作
- アポロと空飛ぶ円盤 平野威馬雄, 荒井欣一 著 高文社 1969
- 空飛ぶ円盤UFOの正体 荒井欣一 監修,梶田達二 他え フレーベル館 1975 (ナンバーワン・ブックス)

## 脚註
1. 1 2 3 4 5 6 7 8 9 10  日外アソシエーグ現代人物情報
2. 1 2  福島市飯野町はUFOの里（UFOふれあい館）http://ufonosato.com/